# Simcoe-Centre
Pour les articles homonymes, voir Simcoe (homonymie).
Circonscription électorale fédérale du Canada
Simcoe-Centre ((en) Simcoe Centre) est une circonscription électorale fédérale de l'Ontario, représentée de 1988 à 1997.
La circonscription de Simcoe-Centre est créée en 1987 avec des parties de Grey—Simcoe, Simcoe-Sud et Wellington—Dufferin—Simcoe. Abolie en 1996, elle est redistribuée parmi Barrie–Simcoe–Bradford et Simcoe—Grey.
Ce fut la seule circonscription de l'Ontario qui n'est pas remportée par le Parti libéral du Canada en 1993 dans leur quasi-balayage de la province.

## Géographie
En 1987, la circonscription de Simcoe-Centre comprenait:
- La cité de Barrie
- Les villes d'Alliston et Wasaga Beach
- Le village de Cookstown
- Les cantons d'Essa (en), Innisfil, Sunnidale, Tosorontio (en) et Vespra (en)

## Liste des députés
| Législature                                                                  | Années                                                                       | Député                                                                       | Député                                                                       | Parti                                                                        |
| Simcoe-Centre issue de Grey—Simcoe, Simcoe-Sud et Wellington—Dufferin—Simcoe | Simcoe-Centre issue de Grey—Simcoe, Simcoe-Sud et Wellington—Dufferin—Simcoe | Simcoe-Centre issue de Grey—Simcoe, Simcoe-Sud et Wellington—Dufferin—Simcoe | Simcoe-Centre issue de Grey—Simcoe, Simcoe-Sud et Wellington—Dufferin—Simcoe | Simcoe-Centre issue de Grey—Simcoe, Simcoe-Sud et Wellington—Dufferin—Simcoe |
| ---------------------------------------------------------------------------- | ---------------------------------------------------------------------------- | ---------------------------------------------------------------------------- | ---------------------------------------------------------------------------- | ---------------------------------------------------------------------------- |
| 34e                                                                          | 1988–1993                                                                    |                                                                              | Edna Anderson                                                                | Progressiste-conservateur                                                    |
| 35e                                                                          | 1993–1997                                                                    |                                                                              | Ed Harper                                                                    | Réformiste                                                                   |
| Circonscription dissoute parmi Barrie–Simcoe–Bradford et Simcoe—Grey         |                                                                              |                                                                              |                                                                              |                                                                              |

## Référence
1. ↑  Élections Canada, « Résultats Élection fédérale canadienne de 1993 », sur lop.parl.ca (consulté le 19 juillet 2022)
2. ↑  Élections Canada, « Résultats Élection fédérale canadienne de 1988 », sur lop.parl.ca (consulté le 19 juillet 2022)